# Замковий туризм в Україні (книга)
Замковий туризм в Україні. Географія пам'яток фортифікаційного зодчества та перспективи їх туристичного відродження — науково-популярна ілюстрована міні-енциклопедія фортифікаційних споруд в Україні.

## Автор
Рутинський Михайло Йосипович — український географ. Кандидат географічних наук. Доцент кафедри туризму Львівського національного університету імені Івана Франка. Лауреат видавництва «Смолоскип» заохочувальної премії за роман «Сини Бористена» 1999 р.

## Рецензенти
- О. О. Любіцева — доктор геогр. наук, професор, завідувач кафедри країнознавства і туризму (Київський національний університет імені Тараса Шевченка)
- Н. І. Антонюк — доктор політ. наук, професор, завідувач кафедри країнознавства і міжнародного туризму (Львівський національний університет імені Івана Франка)
- М. П. Мальська — кандидат екон. наук, доцент, завідувач кафедри туризму (Львівський національний університет імені Івана Франка)

## Від видавця
| У навчальному посібнику обґрунтовуються концепційно-теоретичні засади й шляхи туристичного відродження фортифікаційних пам’яток України. Книга послідовно розкриває географічні особливості поширення, знайомить з історичними долями й аналізує сучасний стан збереженості пам’яток фортифікаційного зодчества, розкриває їх історико-культурний потенціал та характеризує перспективи залучення у музейно-екскурсійну, готельну й анімаційно-туристичну сфери панівної більшості відомих замків, фортець і оборонних монастирів України. Для студентів вищих навчальних закладів, які готуються працювати у сфері туризму, готельного бізнесу, музейної справи та краєзнавчої освіти, практиків туристичного бізнесу й екскурсоводів, вчителів і активних членів громадських туристичних товариств, а також усіх, хто цікавиться питаннями розвитку туризму у рідному краї. |

## Структура книги
Розділ 1. Історія і сучасний стан вивченості замків і фортець України
Розділ 2. Класифікація оборонних споруд. Законодавство України про охорону культурної спадщини
Розділ 3. Історико-географічна характеристика видатних пам'яток фортифікаційного зодчества регіонів України
3.1. Замки Львівщини, не включені у її «Золоту підкову» масового туризму: давньоруські фортеці Стільське та Тустань, Бродівський і Добромильський замки
3.2. Волинський край (Волинська й Рівненська області): Луцький, Олицький, Острозький, Новомалинський, Дубенський, Клеваньський, Корецький, Губківський замки, Тараканівський форт
3.3. Замкове «намисто» Закарпаття: Мукачівський, Ужгородський, Невицький, Середнянський, Чинадіївський, Шенборн, Довжанський, Виноградівський, Боржавський, Квасівський, Королевський, Хустський замки
3.4. Передкарпаття й Буковина: Галицький, Пнівський, Хотинський, Чернелицький, Раковецький замки
3.5. Нездоланні твердині Західного Поділля: Кременецький, Вишнівецький, Залізцівський, Ожиговецький, Теребовлянський, Микулинецький, Буданівський, Червоноградський, Бережанський, Збаразький, Скала-Подільський, Скалатський, Бучацький, Підзамоцький, Язловецький, Чортківський, Кривчецький, Золотопотіцький, Сидорівський, Кудринецький, Окопи Святої Трійці, Кам'янець-Подільський, Жванецький, Панівецький, Чорнокозинський, Сутківський, Меджибізький, Сатанівський, Летичівський, Староконстянтинівський, Ізяславський замки, Замок у селі Висічка
3.6. Залишки замкових фортифікацій історичної Брацлавщини й Київщини: Буша, Вінниця, Муровані Курилівці, Озаринці, Тальне, Седнів, Переяслав
3.7. Аккерманська фортеця м.Білгород-Дністровський
3.8. Антична й середньовічна фортифікаційна спадщина Криму: Неаполь Скіфський, Харакс, Херсонес, Алушта, Фуна, Судак, Феодосія, Бахчисарай, Чуфут-Кале, Тепе-Кермен, Киз-Кермен, Ескі-Кермен, Киз-Куле, Мангуп, Чембало, Каламіта
3.9. Географія оборонних монастирських комплексів України: Качі-Кальон, Шулдан, Челтер, Успенський, Інкерманський, Унівська лавра, Крехівський, Лаврський, Підкамінський, Манявський скит, Гошівський, Монастирок, Підгорянський, Бакотський, Лядовський, Зимненський, Межиріцький, Корецький, Дерманьський, Бердичівський, Свято-Успенська Почаївська лавра, Києво-Печерська лавра, Єлецький Успенський, Густинський, Мгарський, Святогорський монастирі-фортеці
Розділ 4. Використання замків і фортець у туризмі
Олесько, Підгірці, Плісненськ, Золочів, Поморяни, Свірж, Старе Село, Жовква, Львів…

## Критика книги
- Фальшиве намисто для замків Закарпаття. Олексій Філіпов. Старий Замок «Паланок» [Архівовано 9 березня 2016 у Wayback Machine.]

## Галерея

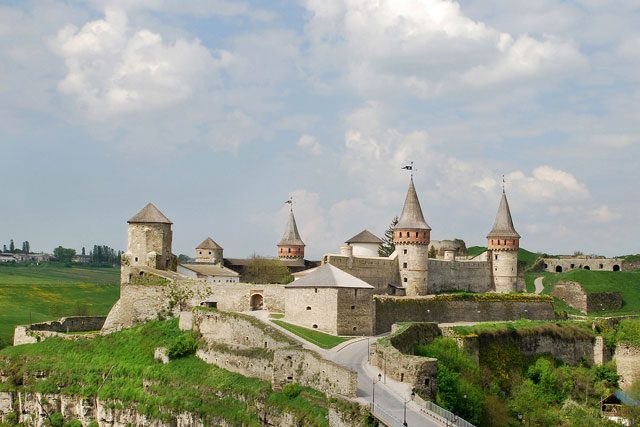
Кам'янець-Подільська фортеця
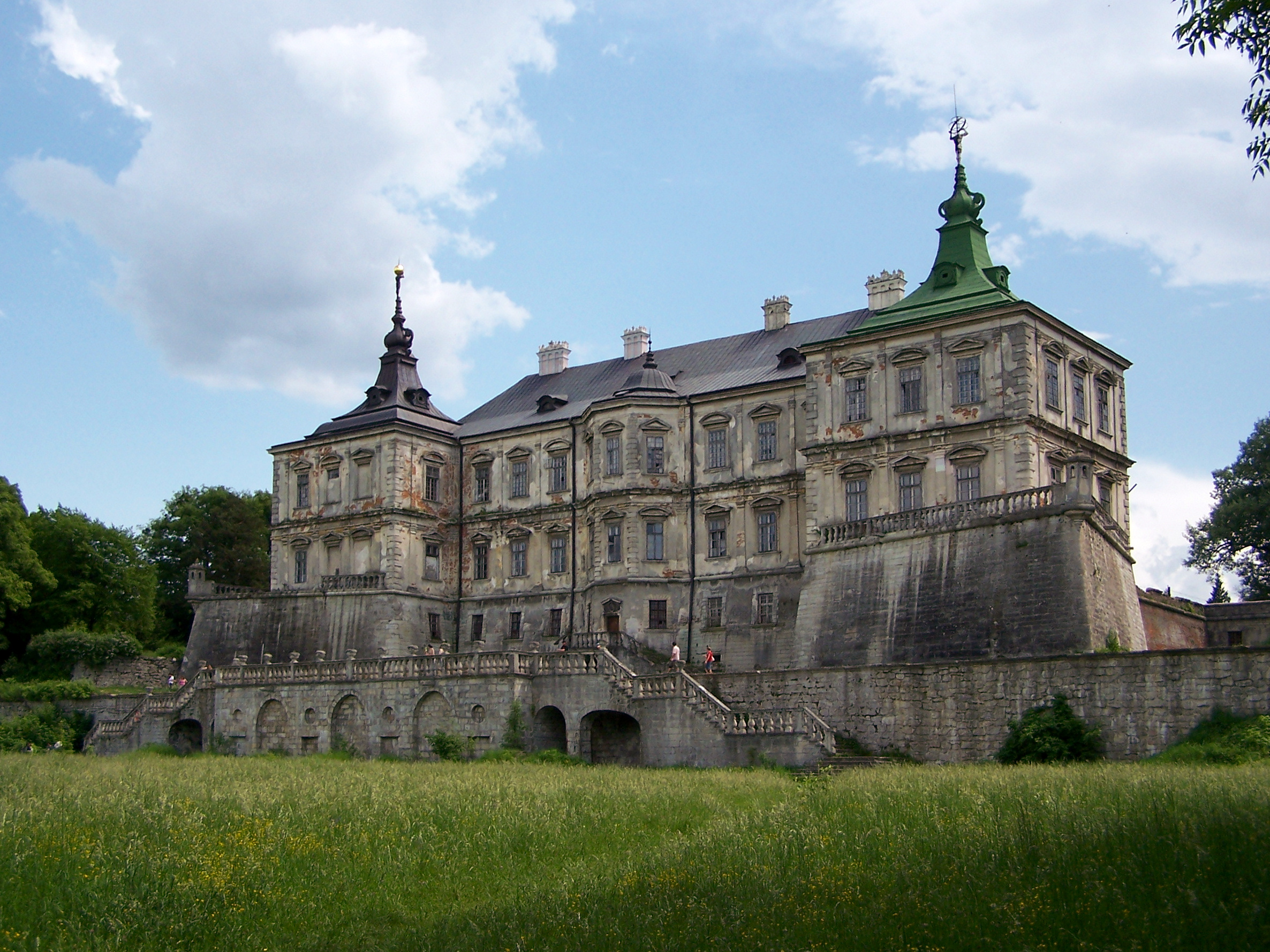
Підгорецький замок
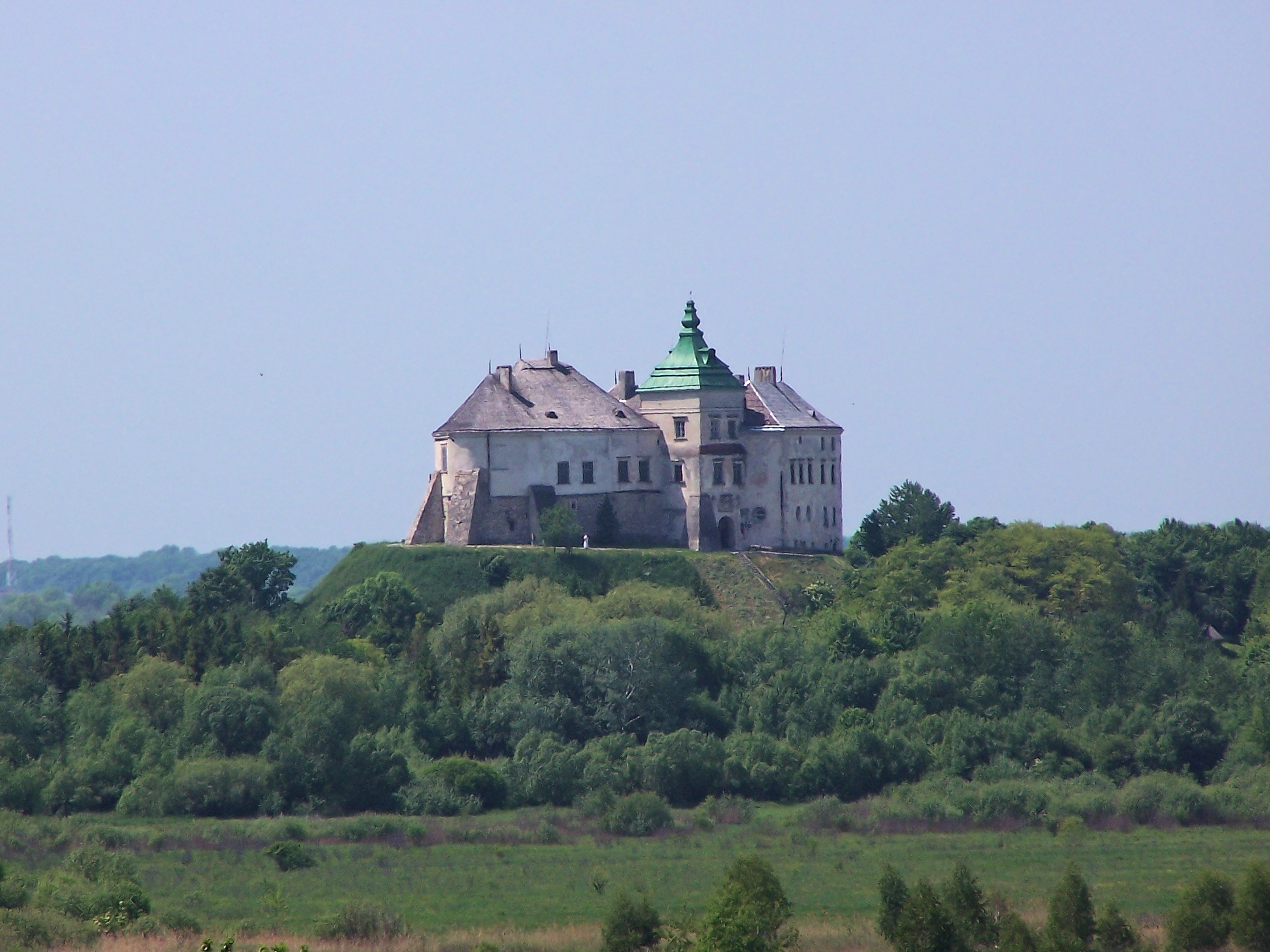
Олеський замок
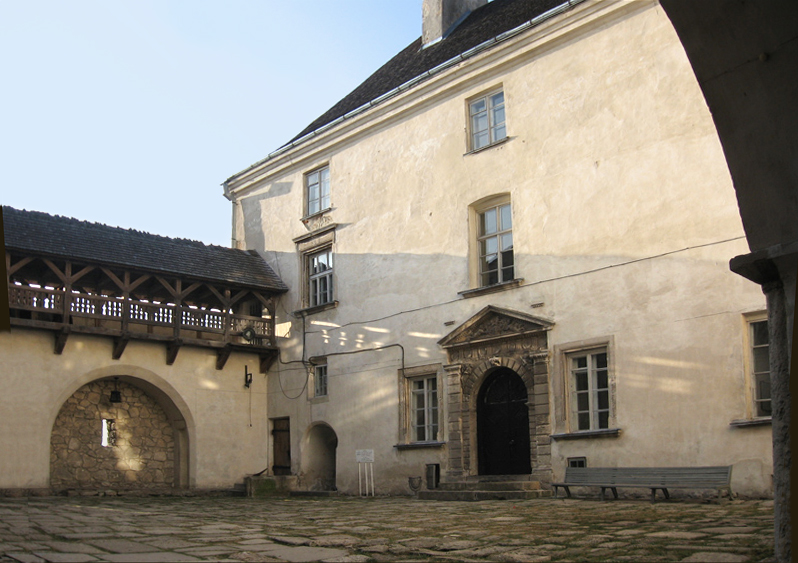
Подвір'я замку Олесько
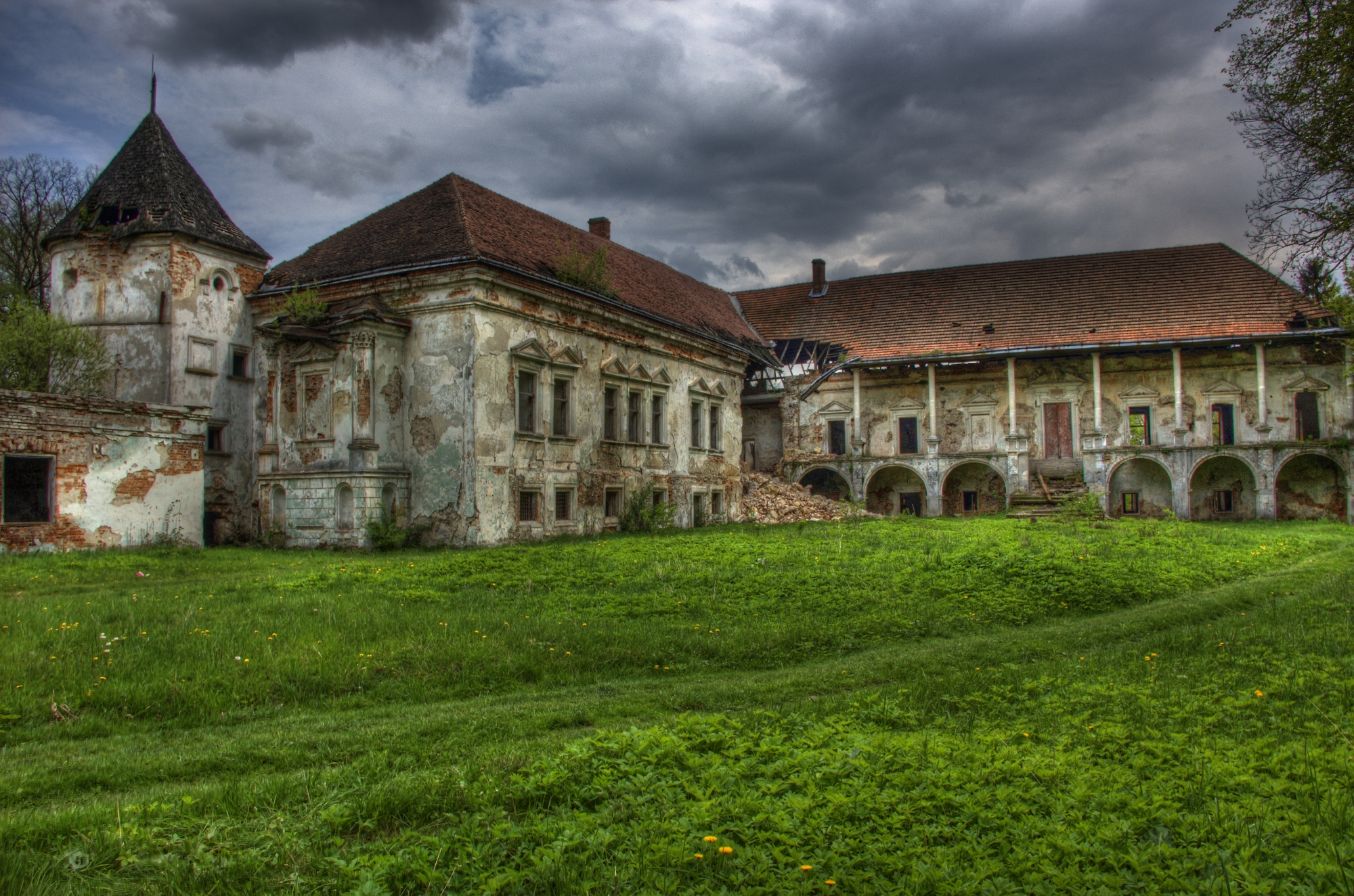
Поморянський замок
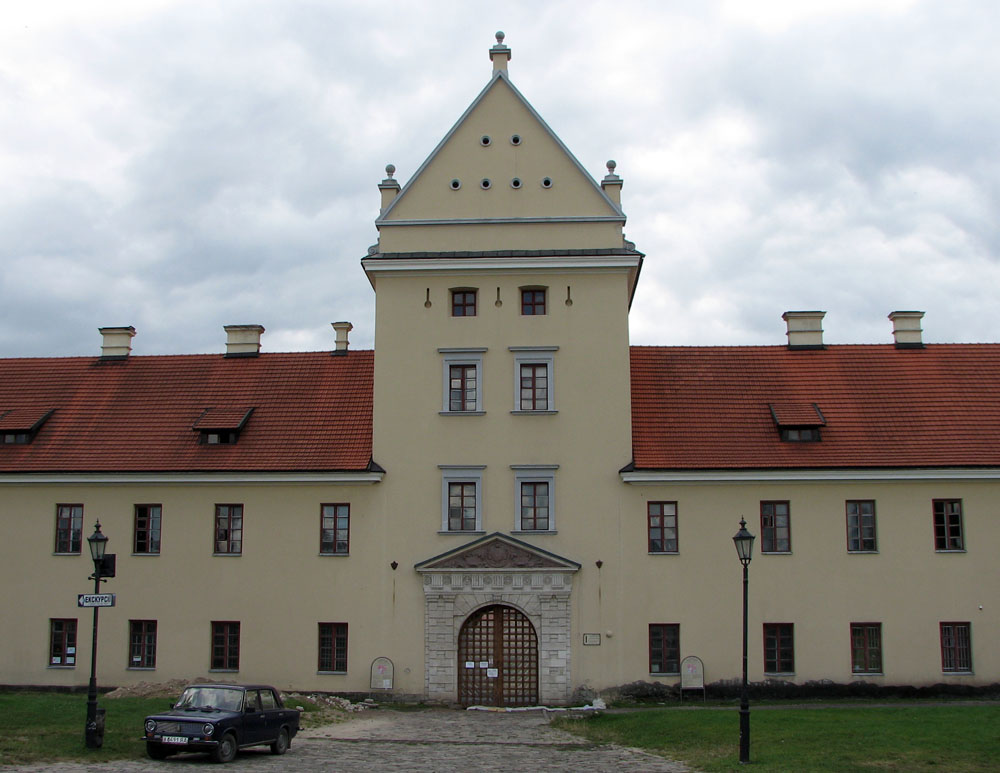
Жовківський замок
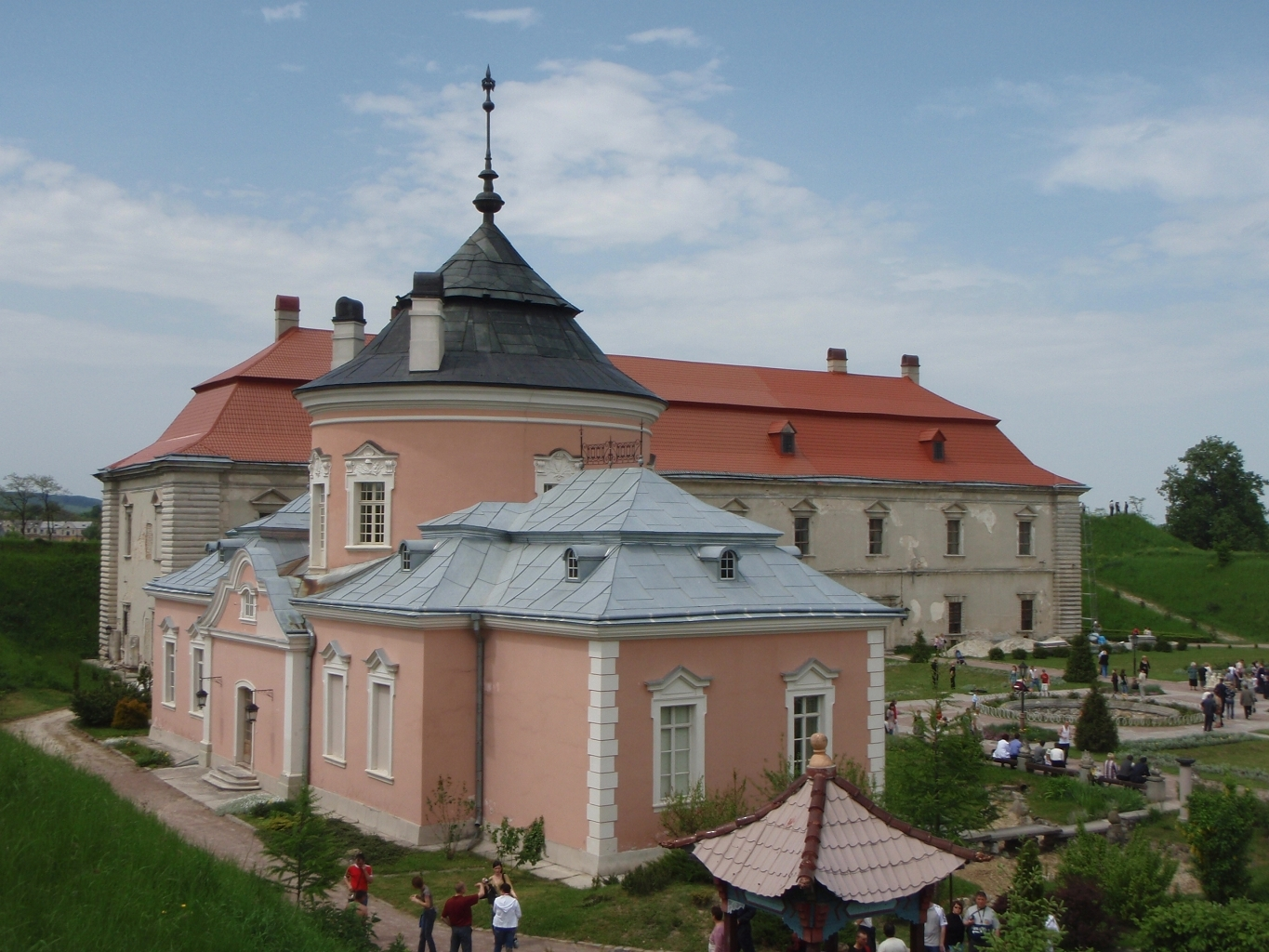
Китайський палац Золочівського замку
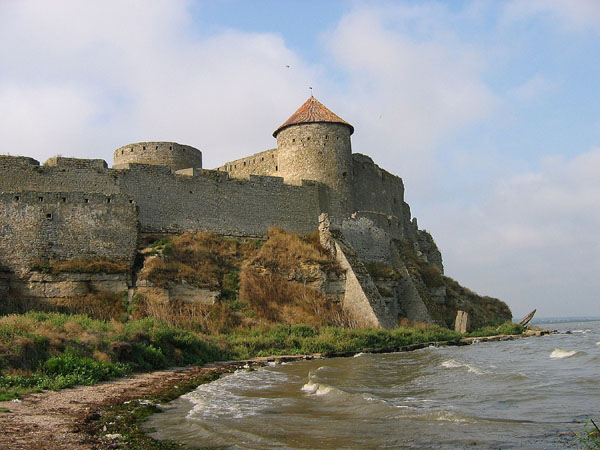
Білгород-Дністровська фортеця
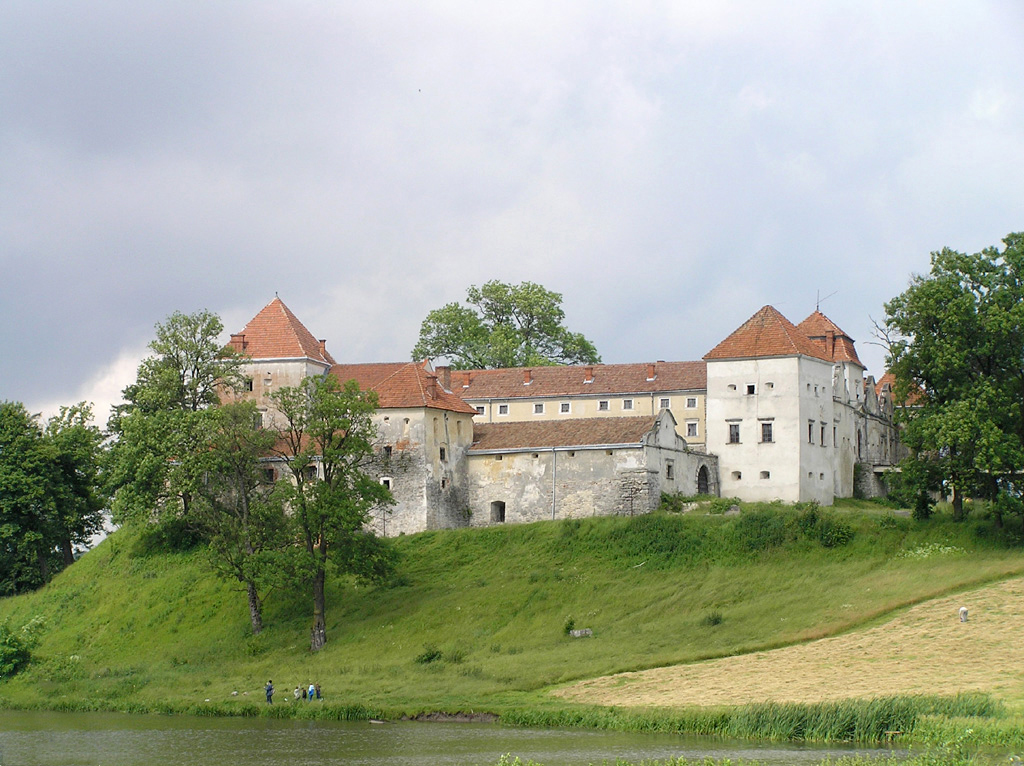
Свірзький замок
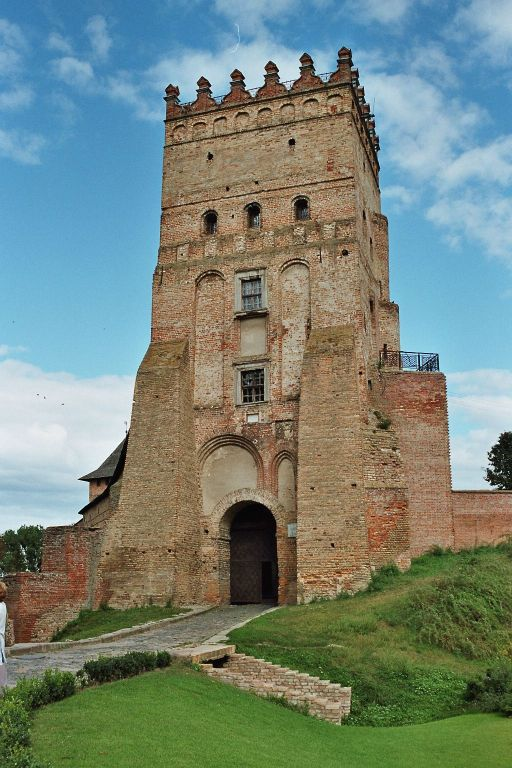
Вежа Луцького замку
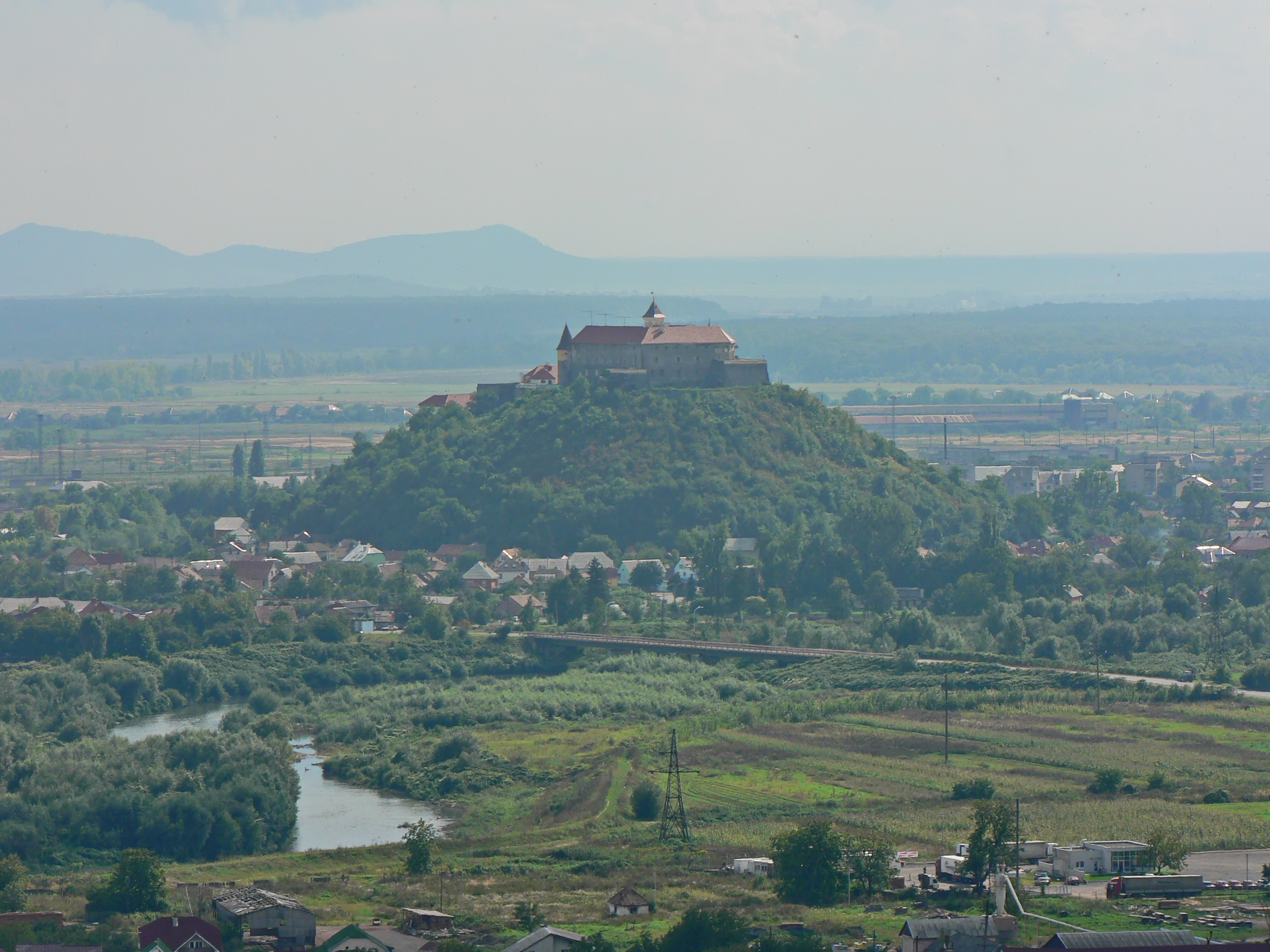
Мукачівський замок «Паланок»
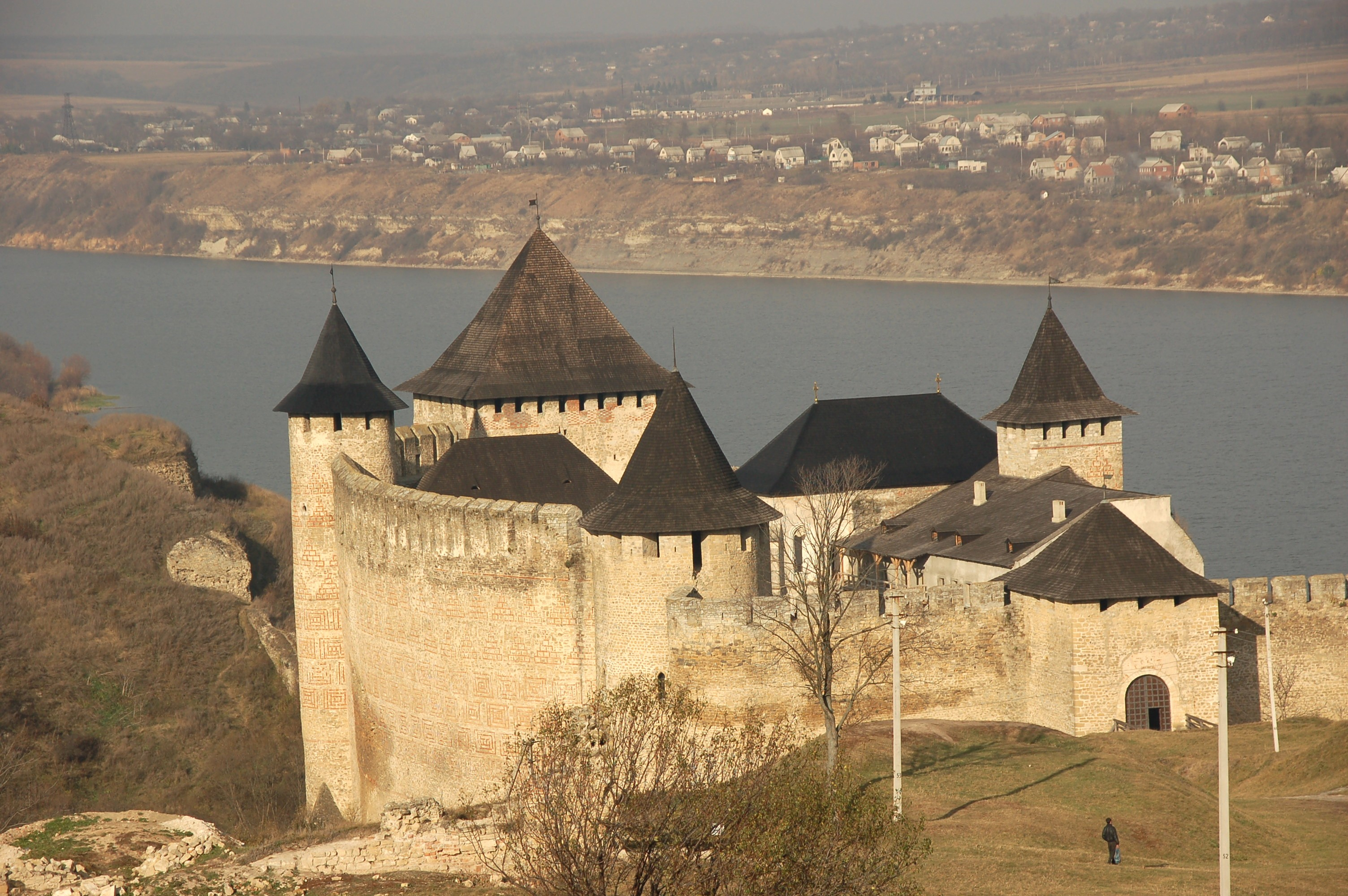
Хотинська фортеця
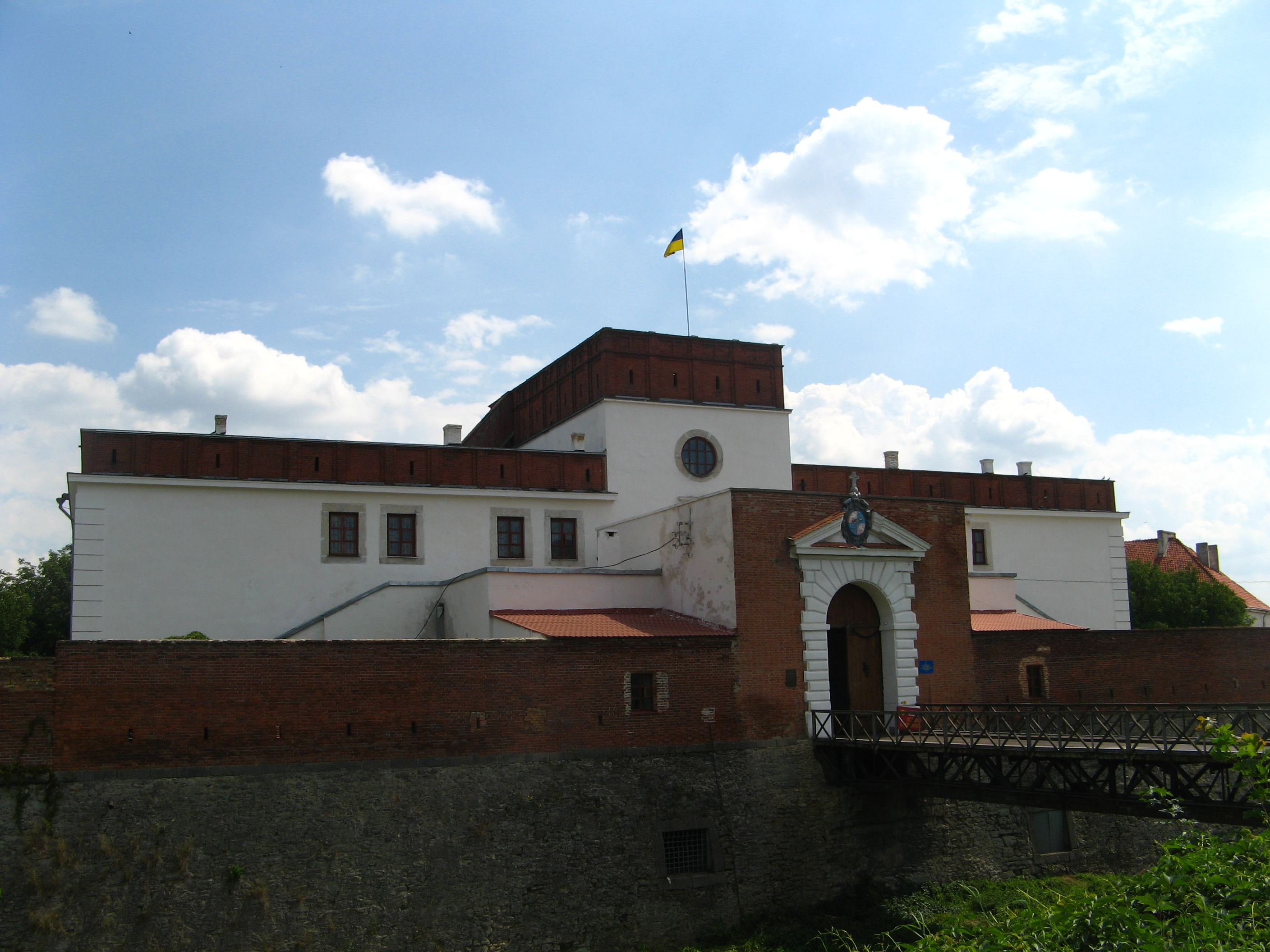
Дубенський замок
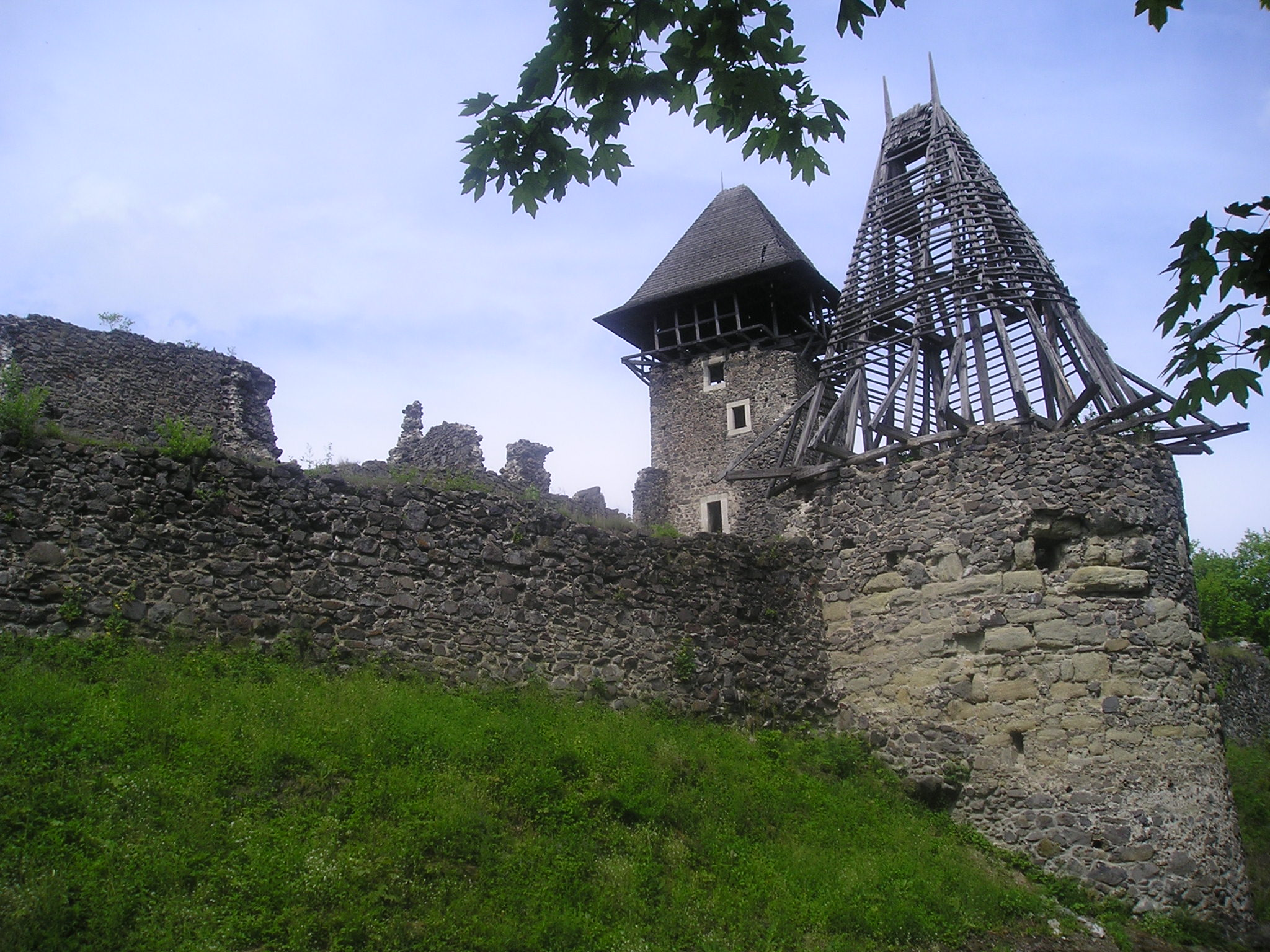
Невицький замок
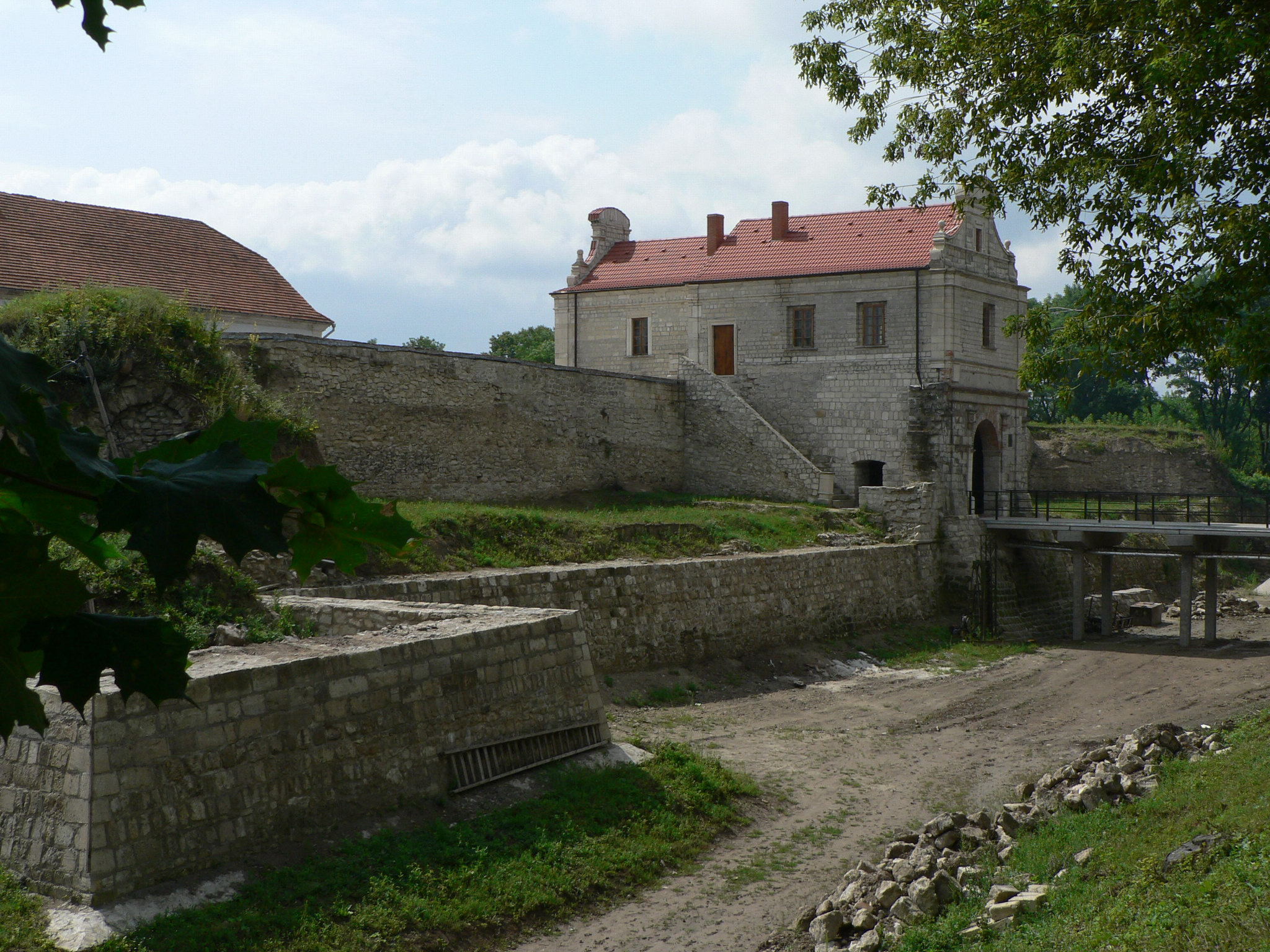
Збаразький замок